# Вуссак
Вусса́к (фр. Voussac) — коммуна во Франции, находится в регионе Овернь. Департамент коммуны — Алье. Входит в состав кантона Шантель. Округ коммуны — Мулен.
Код INSEE коммуны — 03319.

## Население
Население коммуны на 2008 год составляло 465 человек.
| 1962 | 1968 | 1975 | 1982 | 1990 | 1999 | 2008 |
| ---- | ---- | ---- | ---- | ---- | ---- | ---- |
| 780  | 680  | 514  | 458  | 400  | 458  | 465  |

## Экономика
В 2007 году среди 271 человек в трудоспособном возрасте (15—64 лет) 198 были экономически активными, 73 — неактивными (показатель активности — 73,1 %, в 1999 году было 69,5 %). Из 198 активных работали 172 человека (97 мужчин и 75 женщин), безработных было 26 (11 мужчин и 15 женщин). Среди 73 неактивных 12 человек были учениками или студентами, 33 — пенсионерами, 28 были неактивными по другим причинам.

## Достопримечательности
- Замок Шира-Герен